# Parafia św. Stanisława w Osieku (diecezja sandomierska)
Parafia pw. Świętego Stanisława w Osieku - parafia rzymskokatolicka znajdująca się w diecezji sandomierskiej w dekanacie Koprzywnica. Erygowana przed 1278. Mieści się przy ulicy Mickiewicza. 
Terytorium parafii obejmuje Osiek oraz wioski: Długołękę, Kąty, Lipnik, Pliskowolę i Suchowolę.
Parafia ma kaplice dojazdowe w Długołęce (pw. Matki Bożej Fatimskiej) oraz w Pliskowoli (pw. Miłosierdzia Bożego).